# Hrabstwo Yazoo
Hrabstwo Yazoo (ang. Yazoo County) – hrabstwo w stanie Missisipi w Stanach Zjednoczonych. Obszar całkowity hrabstwa obejmuje powierzchnię 934,12 mil² (2419,36 km²). Według szacunków United States Census Bureau w roku 2009 miało 27 981 mieszkańców.
Hrabstwo powstało w 1823 roku.

## Miejscowości
- Bentonia
- Yazoo City

## Wioski
- Eden
- Satartia[4]

| Populacja hrabstwa w poprzednich latach | Populacja hrabstwa w poprzednich latach |
| Rok                                     | Liczba ludności                         |
| --------------------------------------- | --------------------------------------- |
| 1980                                    | 27 387                                  |
| 1990                                    | 25 506                                  |
| 2000                                    | 28 149                                  |
| 2005                                    | 28 195                                  |